# Lorne
Lorne – nadmorskie miasteczko nad zatoką Louttit Bay w stanie Wiktoria w Australii, zamieszkane przez mniej niż 1 tys. osób (2006), ale w okresie noworocznym liczba turystów przebywających w miejscowości wynosi ok. 13 tys. Lorne leży nad rzeką Erkine River oraz na popularnej drodze Great Ocean Road.